# Jesús Fuentes Lázaro
Jesús Fuentes Lázaro (Toledo, 23 de mayo de 1946) es un político español. Fue presidente de la Junta de Comunidades de Castilla-La Mancha preautonómica desde diciembre de 1982 hasta mayo de 1983.

## Biografía
Historiador y periodista, Fuentes Lázaro es un histórico militante del PSOE en la provincia de Toledo. 
Diputado durante las I, II y III Legislaturas, además de senador durante la IV, en todos los casos por la provincia de Toledo. Jesús Fuentes fue nombrado presidente de la Junta el 22 de diciembre de 1982. Tras ser elegido candidato a la presidencia de la Junta en las primeras elecciones autonómicas de Castilla-La Mancha, la dirección federal del partido impuso a José Bono, en aquel momento diputado en el Congreso de los Diputados y bien relacionado con el aparato del partido, encabezado por Alfonso Guerra.[cita requerida]
Fue concejal del Ayuntamiento de Toledo desde 1987 a 1991, habiendo sido el portavoz del Grupo Municipal Socialista. En el mismo periodo ejerció la portavocía de los socialistas en la Diputación Provincial de Toledo, de la que era diputado.
Jesús Fuentes ocupó el puesto de secretario general del PSOE provincial de Toledo desde el año 1981 hasta el 1987, fecha en la que una comisión gestora se encargó de la dirección del partido ante la dimisión de Fuentes.
En los años setenta fue jefe de estudios del Colegio Infantes, el centro docente más antiguo de España, fundado en el siglo xvi. Tras su retirada de la política, reingresó al servicio activo como funcionario. En los últimos tiempos y hasta su jubilación, fue director provincial del Servicio Público de Empleo Estatal en Toledo. Desde 2016 preside la Asociación de Amigos de la Biblioteca de Castilla-La Mancha.